# Souleuvre
Souleuvre – rzeka we Francji, przepływająca przez teren departamentu Calvados, o długości 18,3 km. Stanowi dopływ rzeki Vire.